# Karolína Pelendrítou
Karolína Pelendrítou (en grec moderne : Καρολίνα Πελενδρίτου), née le 25 août 1986 à Limassol (Chypre), est une nageuse handisport chypriote, triple championne paralympique du 100 m brasse SB13 (2004, 2008 et 2020).
Elle concourt en catégorie SB11 pour les sportives atteintes d'une déficience visuelle.

## Carrière
Lors des Jeux paralympiques d'été de 2020, elle remporte le 100 m brasse SB11, treize après son précédent sacre paralympique sur la même distance aux Jeux de 2008. Elle avait également remporté le 100 m brasse SB12 lors de ses premiers Jeux à Athènes en 2004. Elle était alors la première sportive chypriote à remporter une médaille aux Jeux paralympiques tous sports confondus. En 2021, elle devient championne paralympique en battant le record du monde en 1 min 19 s 78.
Elle est la porte-drapeau pour Chypre lors de la cérémonie d'ouverture des Jeux de 2012 et des Jeux de 2016.